# Хромтауська міська адміністрація
Хромта́уська міська адміністрація (каз. Хромтау қаласы әкімдігі, рос. Хромтауска городская администрация) — адміністративна одиниця у складі Хромтауського району Актюбінської області Казахстану. Адміністративний центр та єдиний населений пункт — місто Хромтау.
Населення — 29579 осіб (2021; 24089 у 2009, 21740 у 1999, 24438 у 1989).
Станом на 1989 рік існувала Хромтауська міська рада обласного підпорядкування. 1997 року місто втратило обласний статус. 1999 року від Хромтауської міської адміністрації було відокремлено територію площею 1,31 км² з метою утворення Донського сільського округу.